# Péter Mod
Pour les articles homonymes, voir Mod.
Péter Mod, né le 21 mai 1911 à Nagyalásony (Autriche-Hongrie) et mort le 21 septembre 1996 à Budapest (Hongrie) est un résistant, homme politique et diplomate hongrois.

## Biographie
Pendant la Seconde Guerre mondiale, il est d'abord à la tête de la section hongroise des FTP-MOI avec Lajos Papp et Géza Dunavolgy. Il passe ensuite « responsable aux cadres » de l'ensemble de l'organisation communiste, de 1943 à la Libération.
Après guerre, Mod, de retour en Hongrie, devient l'un des secrétaires du Parti communiste hongrois et chef de cabinet ministériel. Il est toutefois « purgé » en 1949 et sa femme est poussée au suicide en septembre 1949.
Dans les années 1970, il est ambassadeur de la République populaire de Hongrie à Paris.

## Publications
- Péter Mod, « La Hongrie pratique une politique de paix et de coopération », Le Monde diplomatique,‎ juin 1970, p. 14 (lire en ligne)